# さざなみの国
『さざなみの国』（さざなみのくに）は、勝山海百合の長編ファンタジー小説。第23回日本ファンタジーノベル大賞受賞作品。

## 概要
古代中国を舞台にして、一人の少年が辿った運命を淡々とした筆致で描いた小説。
日本ファンタジーノベル大賞の選評においては、人物描写についての批判が多く、物語に入り込めないという意見も多かった。最終的には、「今後の作者の空想力に期待する」ということで意見が一致し、大賞受賞へと至った。

## あらすじ
名もない湖のほとりにあるむらは、滅びの危機に瀕していた。少年さざなみは、伯父の助言に従い、父の家を頼って旅に出る。たどり着いた父の家に引き取られ、むらの湖を再生させる方法を探しながら、許嫁の桑折や欧相岩といった人々と知りあう。やがてさざなみは遊馬城で働くことになるが、そこで、旅の途中に出会った王女甘橘との再会を果たす。甘橘は異民族の国である囂国（ごうこく）の王子との縁談が決まったが、婚礼が迫った頃、死の病に侵されてしまう。甘橘の主治医は、青い舌の民の生き肝が万病に効くという話を思い出し、国中を探させるが、実はさざなみは青い舌の民のただ一人の生き残りだった。事情を知ったさざなみは国のために死ぬことを選び、甘橘の婚礼は無事に執り行われた。さざなみの死後、桑折は、かつてさざなみと旅をした崔と共に湖のむらを訪れるが、住む人がいなくなった地には朽ちた家屋だけが残され、湖は枯れていた。

## 登場人物
さざなみ
主人公。父方の家に引き取られた後は名前を「李小波」と改める。
黄鶴（おうかく）
さざなみと共に旅をする猫。
崔（さい）
行商人。さざなみに頼まれ、彼の父親が住むという町まで送り届ける。
甘橘（かんきつ）
帝が豪商の娘との間にもうけた王女。政略結婚によって異民族の国に嫁ぐことになる。
桑折（そうせつ）
陸将軍の娘。父の遺産が尽きた後、女剣劇の一座に身を置いている。後にさざなみの妻となる。
欧 相岩（おう そうがん）
かつては陸家の使用人だったが、陸家が没落した後は大芸閣の主人に仕えている。
雷功（らいこう）
さざなみをつけ狙う男。実は死の病を患っており、万病に効くという民の肝臓を求め、その血を引くさざなみを追っていた。